# Os Miseráveis (2012)
Les Misérables (bra/prt: Os Miseráveis) é um filme britano-estadunidense de 2012, do gênero drama musical, dirigido por Tom Hooper para a Working Title Films, com roteiro de William Nicholson adaptado do musical Les Misérables (musical), de Alain Boublil, Claude-Michel Schönberg e Herbert Kretzmer, por sua vez baseado no romance Os Miseráveis, de Victor Hugo.
Estrelado por Hugh Jackman, Russel Crowe, Anne Hathaway, Eddie Redmayne, Amanda Seyfried, Sacha Baron Cohen e Helena Bonham Carter, Os Miseráveis estreou nos Estados Unidos em 25 de dezembro de 2012, em Portugal, em 3 de janeiro de 2013, e no Brasil, em 1.º de fevereiro de 2013.
Trata-se de uma celebração pelos 25 anos do musical. A produção teve início, oficialmente, em meados de março de 2011, e as gravações, um ano depois.

## Enredo
A história se passa em plena Revolução de Julho do século 19 entre duas grandes batalhas: a de Waterloo e a insurreição republicana de junho de 1832. Cumprida a pena, Jean é posto em liberdade condicional com a obrigatoriedade de se apresentar regularmente, correndo o risco de passar o resto da vida preso se não o fizer. Como ex-presidiário Valjean sente-se discriminado por todos, contudo tenta recomeçar a sua vida e redimir-se do tortuoso passado. Considerando-se livre, Jean Valjean quebra a condicional resultando na fuga contínua pela perseguição do inspetor Javert (Russell Crowe).
Enquanto isso, do outro lado da França, Fantine (Anne Hathaway) enfrenta uma grande luta com sua filha Cosette. Ao viajar para o interior do país, a mãe deixa a menina com o casal Thénardier (Helena Bonham Carter e Sacha Baron Cohen), que maltratam a criança, a fazem de escrava e roubam seu dinheiro. Enquanto isso Fantine arranja emprego no interior, manda dinheiro para sua filha, enquanto o casal cobra cada vez mais e mais. Um dia um funcionário da fábrica descobre que a mesma tem uma filha ilegítima, e a expulsam do emprego em que trabalha. Desolada, e sem jeito de conseguir dinheiro, ela vende os invejados cabelos e dentes, e com mais cobrança dos vilões, ela se prostitui, porém está com Tuberculose. Por fatos ocorridos no passado, Jean Valjean conhece a doente Fantine e lhe faz  a promessa de cuidar de sua filha.

## Elenco
- Hugh Jackman como Jean Valjean, um homem marcado pela injustiça social, que ao voltar da sua prisão de dezenove anos, reergue-se e fica rico. O destino dele está cruzado ao de Fantine quando o mesmo cuida da sua filha Cosette.[11]
- Russell Crowe, como o Inspetor Javert, fanático pela justiça persegue Jean Valjean para recapturá-lo e fazê-lo cumprir sua pena.
- Anne Hathaway como Fantine, vítima da injustiça. Foi abandonada pelo seu namorado enquanto estava grávida de Cosette. Sem ter para onde correr, volta ao interior de onde nasceu, deixando a filha sob cuidados dos Thénardier. Depois de demitida do trabalho, vende os cabelos, os dentes e se prostitui. Morre de tuberculose e é jogada em uma cova de indigente. O mesmo papel foi cotado para as atrizes Rebecca Hall e Amy Adams, porém ficou com Hathaway.[12][13]
- Daniel Huttlestone como Gravoche, menino irmão de Eponine. Rejeitado pelos pais, acaba tendo que viver na rua. Morre tentando pegar munição para Marius.
- Amanda Seyfried como Cosette, filha de Fantine. Tinha belos olhos azuis, porém de tanto chorar com o seu sofrimento, os mesmos perderam a cor e se tornaram verdes. É cuidada durante a adolescência por Valjean.[14]
- Helena Bonham Carter como Madame Thénardier, a "Vilã" da história, que desde cedo maltrata Cosette, a tornando sua escrava e roubando seu dinheiro. Porém, um dia vai a falência.[15]
- Sacha Baron Cohen como Monsieur Thénardier, tomado muitas vezes como o "Vilão" da história, não tem amor a mais ninguém exceto a sua família.[13]
- Eddie Redmayne como Marius, jovem revolucionário que busca o amor e vira amigo de Éponine.
- Samantha Barks como Eponine, filha sofrida do casal Thénardier que é secretamente apaixonada por Marius. Taylor Swift, Evan Rachel Wood,  Lea Michele e Scarlett Johanson  foram cotadas para o papel.
- Dee Bradley Baker como Person Inn[13][16]
- Isabelle Allen como jovem Cosette, filha de Fantine, maltratada no começo da sua vida. Foi adotada por Valjean, que antes da morte da sua mãe, havia sido escrava doméstica enquanto morava na casa da Madame Thénardier e Monsieur Thénardier.[17]
- Aaron Tveit como o revolucionário Enjolras, melhor amigo de Marius e líder dos Les Amis de L'ABC

## Produção
A cantora Taylor Swift do filme "Idas e Vindas do Amor" foi dispensada do elenco. Ela viveria Eponine. Em seu lugar, foi contratada a inglesa Samantha Barks, que ficou em terceiro lugar no reality show musical 'I'd Do Anything'.
Tom Hooper anteriormente tinha sido convidado para dirigir Iron Man 3, mas recusou o pedido, e para dirigir Les Misérables. Paul Bettany tinha sido até mesmo citado para interpretar o inspetor Javert, mas o estúdio decidiu contratar Russell Crowe para fazer o inspetor. Amy Adams e Rebecca Hall também foram apontadas como candidata para o papel de Fantine, que acabou com Anne Hathaway. Emma Watson, Hayden Panettiere, Miranda Cosgrove e Lucy Hale estiveram sondadas para os papéis das jovens Eponine e Cosette, mas não foram adiante.

## Lançamento
A primeira apresentação do longa aconteceu no dia 23 de novembro de 2012 na cidade de Nova York. O filme foi ovacionado pela crítica especializada e aplaudido de pé por todos presentes na sala do cinema. No dia seguinte, o filme foi apresentado também na cidade de Los Angeles no estado da California e novamente, recebeu boas opiniões críticas.

## Opinião crítica
A Universal Pictures proibiu qualquer crítica ao longa até a aproximação da estreia do filme, porém alguns críticos descreveram como: "Um musical desde Chicago, nunca chegou tão próximo à conquistar o Oscar de melhor filme. Performances como dos atores Hugh Jackman e Anne Hathaway foram aclamadas, a última descrita como: "Ninguém jamais interpretou Fantine como Hathaway".

## Prêmios e nomeações
| Prêmio                                   | Categoria | Recebedor(es) | Resultado                   |
| ---------------------------------------- | --- | --- | --------------------------- |
| Óscar 2013                               | Melhor Filme | | Indicado                    |
| Óscar 2013                               | Melhor Atriz Coadjuvante | Anne Hathaway | Venceu                      |
| Óscar 2013                               | Melhor Ator Principal | Hugh Jackman | Indicado                    |
| Óscar 2013                               | Melhor Mixagem de Som | Simon Hayes, Andy Nelson, Mark Paterson, Jonathan Allen, Lee Walpole e John Warhurst                                               | Venceu                      |
| Óscar 2013                               | Melhor Maquiagem | Lisa Westcott | Venceu                      |
| Óscar 2013                               | Melhor Direção de Arte | Anna Lynch-Robinson, Eve Stewart                                                                                                   | Indicado                    |
| Óscar 2013                               | Melhor Figurino | | Indicado                    |
| Óscar 2013                               | Melhor Canção Original | "Suddenly" - Alain Boublil, Claude-Michel Schonberg, Herbert Kretzmer                                                              | Indicado                    |
| Hollywood Film Festival                  | Melhor Produção | | Venceu[carece de fontes?]   |
| Hollywood Film Festival                  | Melhor Trailer | | Venceu[carece de fontes?]   |
| Hollywood Film Festival                  | Melhor Atriz Revelação | Samantha Barks | Venceu[carece de fontes?]   |
| New York Film Critics Circle Awards 2012 | Melhor Atriz Coadjuvante | Anne Hathaway | Indicado                    |
| BAFTA 2012                               | Melhor Filme | | Indicado[carece de fontes?] |
| BAFTA 2012                               | Melhor Filme Britânico | | Indicado[carece de fontes?] |
| BAFTA 2012                               | Melhor Atriz Coadjuvante | Anne Hathaway | Venceu[carece de fontes?]   |
| BAFTA 2012                               | Melhor Ator | Hugh Jackman | Indicado[carece de fontes?] |
| BAFTA 2012                               | Melhor Fotografia | Danny Cohen | Indicado[carece de fontes?] |
| BAFTA 2012                               | Melhor Som | Simon Hayes, Andy Nelson, Mark Paterson, Jonathan Allen, Lee Walpole e John Warhurst                                               | Venceu[carece de fontes?]   |
| BAFTA 2012                               | Melhor Maquiagem e Cabelo | Lisa Westcott | Venceu[carece de fontes?]   |
| BAFTA 2012                               | Melhor Design de Produção | Anna Lynch-Robinson, Eve Stewart                                                                                                   | Venceu[carece de fontes?]   |
| BAFTA 2012                               | Melhor Figurino | | Indicado[carece de fontes?] |
| BAFTA 2012                               | Melhor Edição | Chris Dickens | Indicado[carece de fontes?] |
| Empire Awards                            | Melhor Filme Britânico | Anne Hathaway | Indicado[carece de fontes?] |
| Empire Awards                            | Melhor Atriz Revelação | Samantha Barks | Venceu[carece de fontes?]   |
| Satellite Awards 2012                    | Melhor Ator Coadjuvante | Eddie Redmayne | Indicado                    |
| Satellite Awards 2012                    | Melhor Atriz Coadjuvante | Anne Hathaway | Venceu                      |
| Satellite Awards 2012                    | Melhor Atriz Coadjuvante | Samantha Barks | Indicado                    |
| Satellite Awards 2012                    | Melhor Ator | Hugh Jackman | Indicado                    |
| Satellite Awards 2012                    | Melhor Canção Original | Suddenly - Cantada por Hugh Jackman (Alain Boubil e Herbert Kretzmer, compositores)                                                | Venceu                      |
| Satellite Awards 2012                    | Melhor Direção de Arte | Anna Lynch-Robinson, Eve Stewart                                                                                                   | Indicado                    |
| Satellite Awards 2012                    | Melhor Figurino | | Indicado                    |
| Satellite Awards 2012                    | Melhor Edição | Chris Dickens | Indicado                    |
| Satellite Awards 2012                    | Melhor Elenco | Hugh Jackman, Anne Hathaway, Russel Crowe, Amanda Seyfried, Eddie Redmayne, Samantha Barks, Helena Bonham Carter, Sacha Baron Coen | Venceu                      |
| Satellite Awards 2012                    | Melhor Filme | | Indicado                    |
| Prêmios Globo de Ouro 2013               | Melhor Filme - Comédia ou Musical                                                                                                  | | Venceu                      |
| Prêmios Globo de Ouro 2013               | Melhor Ator - Comédia ou Musical                                                                                                   | Hugh Jackman | Venceu                      |
| Prêmios Globo de Ouro 2013               | Melhor Atriz Coadjuvante - Cinema                                                                                                  | Anne Hathaway | Venceu                      |
| Prêmios Globo de Ouro 2013               | Melhor Canção Original | Suddenly - Hugh Jackman (Alain Boubil e Herbert Kretzmer, compositores)                                                            | Indicado                    |
| Prémio Screen Actors Guild 2013          | | |                             |
| Melhor elenco em cinema                  | Hugh Jackman, Anne Hathaway, Russel Crowe, Amanda Seyfried, Eddie Redmayne, Samantha Barks, Helena Bonham Carter, Sacha Baron Coen | Indicado[carece de fontes?] |                             |
| Melhor ator em cinema                    | Hugh Jackman | Indicado[carece de fontes?] |                             |
| Melhor atriz em cinema                   | Anne Hathaway | Venceu[carece de fontes?] |                             |
| Melhor elenco de dublês em cinema        | | Indicado[carece de fontes?] |                             |